# Anatella
Anatella is een muggengeslacht uit de familie van de paddenstoelmuggen (Mycetophilidae).

## Soorten
- A. affinis Fisher, 1938
- A. alpina Plassmann, 1977
- A. altaica Zaitzev, 1989
- A. ankeli Plassmann, 1977
- A. aquila Zaitzev, 1989
- A. atlanticiliata Chandler & Ribeiro, 1995
- A. bremia Chandler, 1994
- A. ciliata Winnertz, 1863
- A. concava Plassmann, 1990
- A. crispa Zaitzev, 1994
- A. dampfi Landrock, 1924
- A. dentata Zaitzev, 1989
- A. difficilis Garrett, 1925
- A. emergens Caspers, 1987
- A. flavicauda Winnertz, 1863
- A. flavomaculata Edwards, 1925
- A. fungina Plassmann, 1984
- A. gibba Winnertz, 1863
- A. laffooni Plassmann, 1977
- A. lenis Dziedzicki, 1923
- A. longisetosa Dziedzicki, 1923

- A. maritima Ostroverkhova, 1979
- A. minuta (Stæger, 1840)
- A. novata Dziedzicki, 1923
- A. pseudogibba Plassmann, 1977
- A. schmitzi Landrock, 1925
- A. setigera Edwards, 1921
- A. silvestris Johannsen, 1909
- A. simpatica Dziedzicki, 1923
- A. stimulea Plassmann, 1977
- A. turi Dziedzicki, 1923
- A. unguigera Edwards, 1921